# Червена черноопашка
Червена черноопашка (Oenanthe familiaris) е вид птица от семейство Muscicapidae.

## Разпространение
Видът е разпространен в Ангола, Бенин, Ботсвана, Буркина Фасо, Бурунди, Камерун, Централноафриканската република, Демократична република Конго, Кот д'Ивоар, Етиопия, Гана, Гвинея, Кения, Лесото, Малави, Мали, Мавритания, Мозамбик, Намибия, Нигерия, Руанда, Сенегал, Южна Африка, Южен Судан, Судан, Свазиленд, Танзания, Того, Уганда, Замбия и Зимбабве.